# Árbær
Árbær est un district de Reykjavik, la capitale de l’Islande. Il est situé dans la partie est de la ville et compte environ 13 000 habitants.